# Селаковићи (Фојница)
Селаковићи је насељено место у Босни и Херцеговини у општини Фојница. Административно припада Федерацији Босне и Херцеговине, односно њеном Средњобосанском кантону. Према попису становништва из 2013. у насељу је било 49 становника, а већинску популацију чинили су Хрвати.

## Становништво
По последњем службеном попису становништва из 2013. године у овом насељу живело је 49 становника, а село је било етнички хомогено са већинском хрватском популацијом.
| Националност | 2013. | 1991.       | 1981.       | 1971.       |
| Хрвати       | —     | 33 (97,06%) | 43 (100,0%) | 39 (100,0%) |
| остали       | —     | 1 (2,94%)   | 0           | 0           |
| Укупно       | 49    | 34          | 43          | 39          |